# زنجیری
زنجیری فیلمی به کارگردانی و نویسندگی خسرو یحیایی محصول سال ۱۳۵۲ است.

## خلاصه داستان
شاهپور (فرخ ساجدی) دانشجوی رشتة فلسفه است و همسرش (نیلوفر) دانشجوی رشتة مجسمه‌سازی...

## بازیگران
- فرخ ساجدی
- نیلوفر
- شهروز رامتین
- خسرو گلستانی
- اردوان مفید
- گیتی فروهر
- محمد بانکی
- عشقی
- داریوش اسدزاده
- فرهاد یزدان
- سیمین غفاری
- محمد ورشوچی